# Lenguas lule-vilela
Las lenguas lule-vilela son una familia de lenguas del noroeste de Argentina.

## Aspectos culturales e históricos

### Lule-Tonocoté
Los lules eran uno de los pueblos seminómadas que habitaban el Gran Chaco entre el río Pilcomayo y el inicio de los Andes en el noroeste de Argentina. Su lengua se conoce gracias a una gramática y un vocabulario publicado por Machoni de Cerdeña en 1732, el Arte de la lengua Tonocoté y Lule, sugiriendo que las lenguas lule y tonocoté eran la misma.
Esto es históricamente confuso, porque en las fuentes de inicio de la colonia como las Relaciones geográficas de Indias (Jiménez de la Espada 1965: I: 390–6; II: 78–85) estos dos pueblos y sus lenguas se tratan separadamente. En el siglo XVI los tonocotés eran parte de la población indígena sedentaria de las provincias de Salta, Tucumán y Santiago del Estero, que actualmente está ocupada por hablantes del quechua santiagueño. Los tonocoté recibieron continuos ataques por parte de los lule. Y al principio del siglo XVIII parte de la población lule fue confinada a una misión situada al poniente de la Salta colonial, que ocupaban de tiempos ancestrales, trasladándose estacionalmente hacia otras áreas de caza, en el occidente Chaqueño. Posteriormente parte de ella fue trasladada al sur de Tucumán en 1737, donde actualmente existe todavía una población llamada Lules.
Machoni justifica su tratamiento como la misma lengua, afirmando que la lengua que él describe en su Arte era hablada por cinco etnias: los tonocoté, los lule, los ysistiné, los toquistiné y los oristiné. De entre ellos, Machoni señala que los más numerosos eran los tonocoté que todavía no habían sido convertidos al cristianismo y que habitaban el interior del Gran Chaco. Puesto que todos los pueblos y lenguas, de los que habla Machoni hace largo tiempo se extinguieron y la única variedad documentada es la de su Arte no parece posible resolver la cuestión de si la lengua de los lule y los tonocoté era o no idéntica.

### Vilela
La historia, la lengua y la cultura del pueblo vilela están poco documentadas. De hecho la mayor parte de la bibliografía especializada dio por cierta su extinción o casi-extinción. Dado su declive demográfico, su dispersión y su grado de asimilación cultural al grupo toba Si bien la lengua fue perdiendo continuamente terreno aún en la década de 1970 la lingüista Elena Lozano pudo trabajar con informantes que hablaban la lengua en Quitilipi en la provincia del Chaco. Posteriormente se encontró un número mayor de hablantes en el territorio argentino. Existen multitud de nombres alternativos que parecen referirse al mismo grupo: chunupí, atalá, ocolé y uacambabelé (waqha-umbael-te 'los que hablan waqha').
Los vilela son mencionados por primera vez en el siglo XVII, y el término se refiere a los pobladores del curso medio del río Bermejo, en el Chaco central. Las mismas crónicas de los jesuitas consideran que la lengua era hablada por los vilelas propiamente dichos, además de los chunupíes, los pasaínes, los atalalás, los uacaás, los ocoles, los ipás, los yecoanitas, los yoocs o guamalcas, los omoampas y los yeconoampas. Salvo por alianzas temporales los vilela y otros pueblos afines no poseían instituciones políticas centralizadas, más allá del liderazgo o el cacicazgo.

## Descripción lingüística

### Clasificación
La propuesta de Machoni de que el lule-tonocoté está genéticamente emparentado con el Vilela, lengua extinta o casi-extinta en la actualidad, y hablada en la cuenca de río Bermejo fue considerada desde el final del siglo XIX. Considerando la evidencia disponible la relación es probablemente correcta, aunque no es particularmente estrecha.
Fuera de esa relación entre el lule-tonocoté y el vilela, no se ha identificado ninguna otra relación de parentesco con ninguna de las otras lenguas indígenas de Sudamérica, por lo que el familia lule-vilela es una pequeña familia cuasi-aislada desde el punto de vista lingüístico. Se han señalado algunas similitudes con las lenguas mataco-guaicurú pero no son concluyentes y podrían deberse al contacto entre sus hablantes.
J. Greenberg y M. Ruhlen clasifican a las lenguas lule-vilela dentro de un grupo macro-pano, junto con las lenguas pano-tacanas, lenguas mataco-guaicurú, las lenguas mosetén y las lenguas charrúas, en conexión con su hipótesis amerindia. Sin embargo, esta clasificación en una evidencia débil y la mayoría de los especialistas no la aceptan por considerarla altamente especulativa.

### Fonología
Machoni recoge un inventario relativamente pequeño de sonidos, que incluyen cinco vocales /a,
e, i, o, u/ y una cantidad bastante limitada de consonantes. El acento recae predominantemente en la última sílaba.
De acuerdo con Machoni, las principales dificultades de la pronunciación del lule consisten en distinguir entre las sibilantes que el transcribe como c, ç, s y la existencia de complicados grupos consonánticos que incluyen consonánticos tanto en posición inicial como final (e.g. quelpç
[kelpts] 'parto [en dos]', slimst [slimst] 'hago un ruido con la nariz', oalécst [wal´ekst] '[yo] sé', stuç [stuts] '[yo] lanzo').
La simplicidad del inventario consonántico del Lule es sorprendente, especialmente si se compara con los inventarios complejos encontrados el Vilela y las lenguas vecinas. El Vilela posee oclusivas postvelares, y distinciones de sonoridad y glotalización. Es posible que esa simplicidad se deba a que Machoni omitió algunas distinciones. Por ejemplo podría ser que el dígrafo tt usado por Machoni denotara a una glotalizada. Por otra parte el vocabulario altamente informativo que acompaña a la gramática de Machoni contiene evidencia por ejemplo de una lateral sorda (quilhá [kiˈɬa] 'muchacha (india)' mientras que en Vilela kiɬe 'mujer') y posiblemente una nasal sorda (nhalá pulú 'caña de azúcar'). La alternancia en Lule seç ~ sheç (*[seʦ] ~*[sʔeʦ]) sugiere la ocurrencia de una oclusiva glotal.
En la actualidad, las comunidades Lules, se encuentran en un proceso de rescate de su patrimonio histórico, lingüístico, como así también reclamando los derechos sobre sus tierras comunales entre varios casos podemos citar a la Comunidad Lules de Finca Las Costas en Salta.
Sobre la base del material existente Viegas Barros reconstruye el sistema consonántico para el lule:
|                   | Labial | Alveolar | Palatal | Velar | Glotal |
| ----------------- | ------ | -------- | ------- | ----- | ------ |
| Nasal             | /m/    | /n/      |         |       |        |
| Oclusiva simple   | /p/    | /t/      |         | /k/   | /ʔ/    |
| Oclusiva eyectiva | /pʼ/   | /tʼ/     |         | /kʼ/  |        |
| Africada          |        | /ʦ/      |         |       |        |
| Fricativa         |        | /ɬ, s/   |         | /x/   |        |
| aproximante       | /w/    | /l/      | /y/     |       |        |

Por otra parte la lingüista E. Lozano a partir del trabajo de campo con hablantes de Vilela identifica el siguiente inventario consonántico para esta lengua:
|                      | Labial | Alveolar | Palatal | Velar | Uvular | Glotal |
| -------------------- | ------ | -------- | ------- | ----- | ------ | ------ |
| Nasal                | /m/    | /n/      |         |       |        |        |
| Ocl./Afric. sorda    | /p/    | /t/      | /č/     | /k/   | /q/    | /ʔ/    |
| Ocl./Afric. eyectiva | /pʼ/   | /tʼ/     | /čʼ/    | /kʼ/  |        |        |
| Obstruyente sonora   | /b/    | /r/      |         | /ɢ/   | /ɢ/    |        |
| Fricativa            |        | /ɬ, s/   |         |       |        | /h/    |
| aproximante          | /w/    | /l/      | /y/     |       |        |        |

Por otra parte el sistema vocálico de ambas lenguas parece haber sido /i, e, a, o, u/.

### Gramática
Entre sus características tipológicas de estas lenguas, el vilela es poco aglutinante en comparación con las lenguas mataco-guaicurú vecinas, presentando una preferencia por los sufijos sobre los prefijos. Los verbos del vilela presentan numerosas categorías flexivas (persona, modo, tiempo, aspecto, negación, número e interrogación).

### Comparación léxica
La siguiente lista muestra algunos cognados y la reconstrucción para el proto-lule-vilela:
| Glosa           | Lule  | Vilela   | Proto-Lule-Vilela |
| --------------- | ----- | -------- | ----------------- |
| 'raíz'          | pis   | ruk-pihe | *pixy-            |
| 'hombre'        | pele  | pile     | *pEle             |
| 'abeja, avispa' | kopas | qahpa    | *qaxpaxy          |

## Protolengua
Reconstrucción del proto-lule-vilela según Viegas Barros (2006):
| Proto-Lule-Vilela  | Lule                             | Vilela                                    |
| ------------------ | -------------------------------- | ----------------------------------------- |
| *aky’isV           | isa-                             | at(’)iso- ‘estornudar’                    |
| *alu               | alu-                             | alu- ~ aru- ‘calor, caliente’             |
| *amIL              | amil                             | ameL ‘avispa lechiguana’                  |
| *anV               | an-ts(a)-p ‘hoja’                | ane ‘hierba’                              |
| *anʔV-             | a(-) ‘hacia arriba’              | an- ‘subir’                               |
| *aqo+qo            | ako+ko                           | oqo+qo ‘sapo’                             |
| *aqwa              | ‘hormiga colorada’               | oqo ‘mosca’                               |
| *awyI              | awi                              | aye ‘campo’                               |
| *axy(V)            | as ‘yerno’, ‘cuñado’             | ahe- ‘hermano mayor’                      |
| *ayAm              | ayan                             | ayem ‘iguana’                             |
| *ba ~ *bA          | wa ‘nosotros’                    | -ba ~ -be ‘1a. p. pl. incl.’              |
| *bayA              | waya ‘algarrobo’                 | baye ‘mistol’                             |
| *bÏ                | u                                | ba-lit ‘langosta’                         |
| *č’ini-            | ts(’)ini ‘diminutivo’            | č’in+č’ini- ‘pequeño’                     |
| *čaqwetLi-         | tsakwetsi-                       | čaqotLi- ‘azul, verde’                    |
| *čil-              | ta-tsil-                         | ah-čil+čil- ‘salpicar’                    |
| *ču-               | tsu(-) ‘grano’, ‘ojos’           | ču(+ču)- ‘granos (de la piel), llagas’    |
| *Ekyi-             | etsi-                            | ati- ‘bien, bueno’                        |
| *elE-              | ele-                             | eli- ‘acostarse’                          |
| *ElEs              | eles ‘espina’                    | ilis ‘tunita’                             |
| *ëwe               | ewe                              | awo ‘sangre’                              |
| *ewI               | ewi-                             | owe ‘mucho’                               |
| *ëʔLu              | eʔLu                             | aLu ‘cuchillo’                            |
| *gEmë              | *eme ‘esposa’                    | gima ‘cónyuge’                            |
| *gOsEyü            | oseyu                            | gusi- ‘malo’                              |
| *GUsI              | usi ‘miedo’                      | Gose- ‘asustar, asustarse’                |
| *GVtse             | itse-                            | Gos(e) ‘alma’, ‘corazón’                  |
| *gwënï-            | enu                              | wane ‘casa’                               |
| *gwënï+gwënï-      | enu+nu- ‘enemigo’                | wan+wane ‘toba’, ‘guaicurú’               |
| *gwëʔnÏqw-         | eʔnup(-)                         | wanaq- ‘juego, jugar’                     |
| *gwÏLïgwÏkV        | uLuku ‘garrapata grande’         | walewagwak ‘garrapata’                    |
| *gwulus            | ulus                             | wulus ~ gulus ‘rata, ratón’               |
| *ik’etV            | ik’eto ‘horrible’                | ik’et ‘feo, malo, enfermo’                |
| *ini-Lë            | in-le ‘ayer’                     | ini-La ‘viejo’                            |
| *isi-              | is                               | isi- ‘mano’                               |
| *IʔO               | iʔo-                             | ah-eyu ‘tardar’                           |
| *k’a               | k(’)a ‘boca’                     | k’o ‘agujero’                             |
| *k’ëky(e)+k’ëky(e) | k(’)e+k(’)es-                    | k’at(e)+k’at- ‘caber bien, ajustar’       |
| *k’opi             | -k(’)op ‘luz (de astro)’         | k’opi ‘luna’                              |
| *kAlIp-            | kalip- ‘brillar’                 | kelep+lepa ‘brillo’                       |
| *kanakwV           | kanap                            | kanake ‘hígado’                           |
| *kELi              | kesi                             | kiLi+kiLi ‘cadillo’                       |
| *kiLa              | kiLa ‘muchacha india’            | kiLa ‘mujer, hembra’                      |
| *kobil             | kowil-p’o+p’o ‘azucena’          | kobil ‘cebolla, ajo’                      |
| *kOlOs             | kolos- ‘torcido’                 | kulus ‘enroscado’                         |
| *koʔe              | koʔ- ‘útero’                     | kowe ‘vagina’                             |
| *kUlü              | kulu[m]- ‘rodear’                | ko+koli ‘redondo’                         |
| *kum               | kum                              | kum ‘caracol’                             |
| *kwal(a)-          | -kala[m] -                       | ah-pal- ‘apretar’                         |
| *kwi-              | kikulu[                          | pi[m]- ‘estar de pie’                     |
| *kwulu-            | yʔu] ‘viento’                    | pulu[lwe] ‘corriente de aire’             |
| *-ky’op            | -k(’)op                          | -rop ‘sin’                                |
| *kyEle             | tsele- ‘carbón’                  | kire ~ tire ‘madera, leña, carbón’        |
| *-kyi              | -ts, -s, -t                      | -ki ~ -ti, -h ‘1a. p. sing. sujeto’       |
| *kyike             | tsike- ‘¿cuánto?’                | tik(e) ‘¿qué?’                            |
| *la-               | la- ‘subir’                      | laoe ~ lawe ‘arriba’                      |
| *lepV              | lep- ‘entrar’                    | lopa ‘dentro de’                          |
| *lëxI              | lei- ‘anca’                      | lahe ‘nalgas’                             |
| *Lu                | Lu                               | Lu ‘diente’                               |
| *m- ~ -m           | me- ‘causativo’                  | -bi ‘factitivo’ (junto a um- ‘causativo’) |
| *m- ~ -m           | mi-ma ‘aquél’, me-oto ‘aquellos’ | -m (-V), -me ~ -mi (-C) ‘3a. p. objeto’   |
| *-mA               | -ma                              | -be ‘locativo’                            |
| *max               | ma-ma ‘polilla’                  | mah ‘gusano, larva’                       |
| *më                | -me *‘líquido’                   | ma ‘agua’                                 |
| *mox-              | mo-p ‘harina’                    | mo(h)- ‘fino’                             |
| *moʔ-              | moʔ-le ‘antiguamente’            | mo-p ‘abuelo’                             |
| *naxwo-            | nawo- ‘cresta’                   | nahu- ‘cabello, pelo’                     |
| *në-               | ne-p ‘espiga’                    | na-pe ‘vaina o legumbre’                  |
| *nÏ-               | nu-p ‘otro’                      | na- ‘base de los pron. pers.’             |
| *nikol-            | nikol- ‘enredar’                 | nikolom ‘enredaderas’                     |
| *nikyoyV           | nikoyo                           | nite-pa ~ nike-pa ‘señor’                 |
| *nipV              | tam-lip                          | nipe[twej] ‘tres’                         |
| *nitsulÏ-          | nitsulu[kukuts]-                 | nisula- ‘cosquillas’                      |
| *noqo              | noko                             | ma-noqo ‘chaguar’                         |
| *-nox              | -no ‘dubitativo’                 | -noh ‘futuro remoto’                      |
| *nüxyV             | nus                              | nihi- ‘nariz’                             |
| *nVʔLA             | naʔLa ‘hierba’                   | niLe ‘hoja’                               |
| *(o)ʔO-            | oʔo ‘polvo’                      | hu ‘arena’                                |
| *okyA              | otsa ‘que tiene mucho...’        | otie ‘mucho, muy’                         |
| *oʔo-              | oʔokoʔ-                          | oho[m]- ‘tos, toser’                      |
| *p’e               | pe                               | o- ‘padre’                                |
| *p’eas             | peas ‘pez’                       | was ‘tararira’                            |
| *-p’ep             | -pep                             | -op ‘3a. p. sing. sujeto imperativo’      |
| *p’oq-             | pok-                             | um-hoq- ‘cavar’                           |
| *p’oʔ-             | poʔ-                             | p’o-, dial. o- ‘blanco’                   |
| *p’Ulïm            | pulum                            | olem- ‘grande’                            |
| *p’ülügü           | pulu+lu-s- ‘dar vuelta’          | p’iligi- ‘darse vuelta’                   |
| *pElV              | pele ‘hombre’                    | pile ~ pila ‘hombre joven’                |
| *pim+pim           | pin+pin                          | pim+pim ‘pulga’                           |
| *pis-              | pis-                             | pis- ‘vena’                               |
| *pixyV             | pis                              | ruk-pihe ‘raíz’                           |
| *poqo-             | poko- ‘apolillarse’              | poqo+poqo-li ‘mariposa’                   |
| *qalV              | ka+kala- ‘mancha (en piel)’      | qolo-p ‘bataraz, manchado’                |
| *qapV              | kopo ‘quirquincho’               | qapi ‘mataco o tatú bolita’               |
| *qaxpaxy           | kopas ‘avispa’                   | qahpa ‘avispa, abeja’                     |
| *sApixy            | saps ‘delgado’                   | sepi ‘serpiente’                          |
| *su                | su                               | su+su-li ‘hormiga’                        |
| *suʔkwEye          | suʔkwe ‘lana’                    | sukwiye- ‘esquilar’                       |
| *sʔalA             | sʔala                            | sale ‘ciervo’                             |
| *-t                | -t ‘3a p. sing. no imperativo’   | -t ‘alomorfo de 3ª p. no imperativo’      |
| *t’ I-tat(’)i-ta   | t(’)i-te ‘este’                  | t’e-t(e) ‘este, ese’                      |
| *t’u               | -t’u ‘colectivo (de plantas)’    | ru-pe ‘mucho, muy’                        |
| *t’V-              | t’i-                             | rV- ‘hacer’                               |
| *toqV              | tok-le ‘semilla’                 | toqe ~ toqo ~ toq- ‘ojo’                  |
| *tsaʔ-             | tsaʔ-                            | sa-na- ‘verde’                            |
| *tsiky’i-          | tsits-                           | sik’i- ‘atar’                             |
| *tsukwï            | a-tsupu                          | suke[l] ‘ceniza’                          |
| *tum-              | tum                              | tum- ‘terminar, detenerse’                |
| *tVsO              | a-kso                            | tusu ‘humo’                               |
| *UxU               | u ‘voz’                          | oho- ‘decir’                              |
| *üxyi              | usi ~ isi ‘pozo’                 | hi- ‘cueva’                               |
| *üyax              | uya ‘bolsa’                      | iyah ‘hamaca’                             |
| *uyʔV              | uyʔo                             | uy(-at) ‘noche’                           |
| *UʔqU              | uʔku- ‘ladrar’                   | oqo- ‘gritar’                             |
| *Vkye-             | itse-                            | ke- ‘crecer’                              |
| *VL üm             | uLum- ‘llama’                    | ah-lim+lim- ‘llamarada’                   |
| *VlapegA           | alapea ‘uno, único’              | lapge ‘todo’                              |
| *VqUlV             | kule ‘perro’                     | oqol ‘zorro’                              |
| *Vt’A              | t(’)a- ‘recoger plantas, segar’  | are- ‘tomar, agarrar’                     |
| *VtILV             | a-tiLa ‘barro, pantano’          | iteL ‘río’                                |
| *(V)tU             | tu-we- ‘tío materno’             | oto- ‘tía paterna’                        |
| *Vxye              | se-                              | ehe- ‘llorar’                             |
| *Vxy-kyEs          | s-tses+s-tses ‘diminutivo’       | ah-tis ~ ah-kis ‘pequeño’                 |
| *VxynüxyV          | snus                             | ahnih- ‘convidar, invitar’                |
| *Vyëxy-            | eyes- ‘secreto’                  | yah+yah- ‘callarse’                       |
| *wakal             | wakal                            | wakal ‘mujer’                             |
| *walA              | wala ‘quebracho colorado’        | wale[k] ‘quebracho blanco’                |
| *walAmA            | walamal                          | waleme ‘vizcacha’                         |
| *wAnanak-          | walanak[s]                       | wenak[tani] ‘vieja (un pez)’              |
| *wene-             | wenek- ‘comprar’                 | wenel- ‘vender’                           |
| *wët               | wet                              | wat ‘nombre’                              |
| *wëxye-            | wes- ‘comer vegetales’           | wah(e)- ‘comer’                           |
| *wokat’A           | wokat’a                          | wokare ~ okare ‘gallina’                  |
| *wokwe             | tam-op                           | uke ‘dos’                                 |
| *wOlO(m)pO         | wolop+lo- ‘mariposa’             | wulumpu+pu ‘tábano’                       |
| *xünV              | un- ‘sabor’                      | hin(i)- ‘dulce’                           |
| *xwos-             | wos-                             | hos- ‘llegar’                             |
| *yap-, *yep-       | yap-, yep-                       | yap-, yep- ‘con las manos’                |
| *yAptO-            | yaptoy-                          | yeptu- ‘sacar, quitar’                    |
| *yasi-             | yasi- ‘quedarse’                 | yasi- ‘sentarse’, ‘estar (sentado)’       |
| *yEp-              | yep- ‘dar’                       | yip- ‘repartir, dar, servir’              |
| *yos(i)-           | yos ‘una especie de víbora’      | yos(i)- ‘ser flaco’                       |
| *yoʔ               | yoʔ                              | yo ‘calabaza, zapallo’                    |
| *yU-pA             | yu-pa ‘calabazo, mate’           | yo-pe ‘cuenco, olla’                      |